# Наґошевка-Друга
Наґошевка-Друга (пол. Nagoszewka Druga) — село в Польщі, у гміні Острув-Мазовецька Островського повіту Мазовецького воєводства.
Населення — 326 осіб (2011).
У 1975-1998 роках село належало до Остроленцького воєводства.

## Демографія
Демографічна структура станом на 31 березня 2011 року:
|          | Загалом | Допрацездатний вік | Працездатний вік | Постпрацездатний вік |
| -------- | ------- | ------------------ | ---------------- | -------------------- |
| Чоловіки | 170     | 37                 | 110              | 23                   |
| Жінки    | 156     | 39                 | 83               | 34                   |
| Разом    | 326     | 76                 | 193              | 57                   |